# 82e division de réserve (Empire allemand)
Pour les articles homonymes, voir 82e division.
La 82e division de réserve est une grande unité de l'armée prussienne pendant la Première Guerre mondiale.

## Composition

### Composition le 29 décembre 1914
- 82e brigade d'infanterie de réserve
  - 270e régiment d'infanterie de réserve
  - 271e régiment d'infanterie de réserve
  - 272e régiment d'infanterie de réserve
  - 82e compagnie cycliste de réserve
  - 82e détachement de cavalerie de réserve
- 82e brigade d'artillerie de campagne de réserve
  - 69e régiment d'artillerie de campagne de réserve
  - 70e régiment d'artillerie de campagne de réserve (de)
  - 86e compagnie du génie de réserve

### Composition le janvier 1918
- 82e brigade d'infanterie de réserve
  - 270e régiment d'infanterie de réserve
  - 271e régiment d'infanterie de réserve
  - 272e régiment d'infanterie de réserve
  - 3e escadron du 1er régiment de dragons de la Garde
- 82e commandant d'artillerie
  - 70e régiment d'artillerie de campagne de réserve
  - 1er bataillon du 18e régiment d'artillerie à pied
- 382e bataillon du génie
- 482e commandant divisionnaire du renseignement

## Histoire
La division est mise sur pied en décembre 1914, transportée sur le front occidental via la Belgique et déchargée en janvier 1915 près de Courtrai. En février 1915, la grande unité combat dans la région de Chaulnes à l'ouest de la Somme. Le 28 mars, elle est transportée en Galicie sur le front oriental pour rejoindre le 41e corps de réserve. Elle participe à l'offensive de Gorlice-Tarnów début mai, traverse le San et prend part aux combats autour de Przemysl. Le 9 mai, elle combat à Jaslo, du 12 au 21 mai au sud de Radymno et début juin près de Medyka. À la mi-juin 1915, la division participe à la bataille de Lemberg et, en août 1915, elle prend part à la conquête de Brest-Litovsk et de Pinsk avant de se tourner vers la guerre de tranchées dans les zones marécageuses.
Au début du mois de décembre 1917, la division est retransférée sur le front occidental et engagée dans un premier temps au nord-ouest de Conflans (région de Verdun). En août 1918, elle se trouve en position près d'Arvillers et est retirée le 18 de la région au nord-ouest de Roye. Entre le 27 août et le 2 septembre, elle défend le canal du Nord sur la ligne de Chaulnes jusqu'au nord de Moyencourt. À la fin de la guerre en novembre 1918, elle combat au sud de Guise.
Après la fin de la guerre, la division est rentrée au pays, est démobilisée et dissous le 9 février 1919.

### Calendrier des batailles

#### 1915
- 23 janvier au 30 mars --- Guerre de tranchées à l'ouest de la Somme
- 31 au 22 avril --- Réserve de l'OHL et transport vers le front de l'Est
- 23 au 30 avril --- Tranchées à Gorlice-Tarnow
- 1er au 3 mai --- Bataille de Gorlice-Tarnow
- 4 au 23 mai --- Poursuite des combats après la bataille de Gorlice-Tarnow
- 16 au 23 mai --- Traversée du San
- 24 au 26 mai --- Batailles à Radymno et sur le San
- 27 mai au 7 Juin --- Batailles pour Przemysl
- 17 au 22 juin --- Bataille de Lemberg
- 22 juin au 8 juillet --- Poursuite des combats à la frontière galicienne-polonaise
- 19 au 30 juillet --- Bataille de Hrubieszow
- 1er au 3 août --- Bataille de Kholm
- 7 au 12 août --- Bataille de l'Ucherka
- 13 au 17 août --- Bataille de Vlodava
- 18 au 24 août --- attaque sur Brest-Litovsk
- 25 au 26 août --- Prise de Brest-Litovsk
- 27 au 28 août --- Poursuite sur Kobryn
- 29 au 31 août --- Poursuite dans les marais du Pripet
- 31 août au 1er septembre --- Bataille d'Horodec
- 4 au 6 septembre --- Bataille de Drohiczyn-Chomsk
- 8 au 15 septembre --- Persécution à Pinsk
- 16 septembre --- Prise de Pinsk
- 17 au 18 septembre --- Batailles à Pinsk et Logischin
- à partir de 1er octobre --- Guerre de tranchées dans les Marais de Pripet

#### 1916
- 1er janvier au 31 décembre --- Guerre de tranchées dans les marais de Pripet

#### 1917
- jusqu'au 1er décembre --- guerre de tranchées dans les marais de Pripet
- 2 au 7 décembre --- Cessez-le-feu
- 8 au 15 décembre --- Transport vers l'Ouest
- 16 au 30 décembre --- Réserve de l'OHL au Détachement C d'armée
- à partir de 30 décembre --- Batailles de tranchées sur les hauteurs de la Meuse près de Lamorvill-Spada et St. Mihiel

#### 1918
- jusqu'au 22 avril --- Batailles de tranchées sur les hauteurs de la Meuse près de Lamorvill-Spada et St. Mihiel
- 22 à 28 avril --- Réserve de l'OHL
- 29 avril au 7 mai --- Réserve de la 18e armée
- 7 mai au 8 juin --- Combats sur l'Avre et à Montdidier et Noyon
- 9. juin au 7 Août --- Batailles sur l'Avre et sur le Matz
- 8 au 10 août --- Bataille défensive entre Somme et Avre (parties de la division)
- 8 au 9 août --- Bataille de chars entre Ancre et Avre (parties de division)
- 8 août au 3 septembre --- Bataille défensive entre la Somme et l'Oise
  - 28 août au 3 septembre --- Bataille du Canal du Nord et à Nesle et Noyon
- 4 au 18 septembre --- Combats devant le Front Siegfried
- 19 septembre au 9 octobre --- Bataille défensive entre Cambrai et St Quentin
- 10 octobre au 4 novembre --- Combats avant et dans la position Hermann
  - 17 au 26 octobre --- Batailles entre l'Oise et Serre
- 4 novembre --- Bataille de Guise
- 5 au 11 novembre --- Retraite des combattants devant la position Anvers-Meuse
- à partir de 12 novembre --- Dégagement du territoire occupé et retour au pays

## Commandants
| Grade        | Nom                                          | Date                                  |
| ------------ | -------------------------------------------- | ------------------------------------- |
| Generalmajor | Karl Friedrich Siegfried Fabarius (de)       | 24 décembre 1914 au 29 novembre 1915  |
| Generalmajor | Dietrich Freiherr von Speßhardt (de)         | 30 novembre 1915 au 12 août 1916      |
| Generalmajor | Eberhard von Hofacker                        | 13 août au 19 décembre 1916           |
| Generalmajor | Erich von Redern (de)                        | 20 décembre 1916 au 1er novembre 1917 |
| Generalmajor | Oskar Friedrich Alfred von Lorne de St. Ange | 2 novembre 1917 au 2 février 1919     |